# Malinda Williams
Malinda Williams (3 de diciembre de 1975) es una actriz estadounidense. Es quizás más conocida por interpretar a la estilista Tracy "Bird" Van Adams en el programa Soul Food.

## Vida personal
Williams nació en Elizabeth, Nueva Jersey. Se mudó con su familia a Westfield, Nueva Jersey y se graduó de Westfield High School. Asistió a Union County College en Elizabeth. Williams se casó con el actor Mekhi Phifer y tienen un hijo llamado Omikaye (con el sobrenombre Omi). En agosto de 2008, se casó con D-Nice. En octubre de 2009 la pareja se separó. En febrero de 2010 la pareja pidió el divorcio.

## Filmografía

### Cine
- A Thin Line Between Love and Hate (1996) como Erica Wright
- Sunset Park (1996) como Cheryl
- High School High (1996) como Natalie Thompson
- Uninvited Guest (1999) como Tammy
- The Wood (1999) como Young Alicia
- Dancing in September (2000) como Rhonda
- Idlewild (2006) como Zora
- Daddy's Little Girls (2007) como Maya
- First Sunday (2008) como Tianna

### Televisión
- The Cosby Show (1987) como Althea Logan; (1990) como Shana
- Miami Vice (1990) como Lynette
- Laurel Avenue (1993) como Sheila Arnett
- Roc (1993) como Celina
- South Central (1994) como Candi
- My So-Called Life (1994) como Yvette
- Sister, Sister (1995) como Tyra
- Moesha (1996) como Taylor
- NYPD Blue (1996) como Annette
- Dangerous Minds (1997) como Lashawn
- Nick Freno: Licensed Teacher (1996) como Tasha Morrison
- Soul Food (2000) como Tracy "Bird" Van Adams
- Half & Half (2003) como Myra
- Law & Order: Special Victims Unit (2004) como Lori-Ann Dufoy
- The District (2004) como Rennee
- Windfall (2006) como Kimberly George

### Vídeos musicales
- "Many Styles" por Audio Two
- "Someone to Love You" por Ruff Endz
- "Back at you" por Mobb Deep
- "Shorty Wanna Ride" por Young Buck
- "What Could've Been" por Ginuwine
- "My Way" por Usher